# Шапада-дус-Веадейрус (микрорегион)

Шапада-дус-Веадейрус на карте.

Шапада-дус-Веадейрус (порт. Microrregião da Chapada dos Veadeiros) — микрорегион в Бразилии, входит в штат Гояс. Составная часть мезорегиона Север штата Гойяс. Население составляет 62 684 человека (на 2010 год). Площадь — 21 337,612 км². Плотность населения — 2,94 чел./км².

## Демография
Согласно сведениям, собранным в ходе переписи 2010 г. Национальным институтом географии и статистики (IBGE), население микрорегиона составляет:						
| Полное население                             | Полное население                             | Полное население                             | Полное население                             | 62 684 |
| -------------------------------------------- | -------------------------------------------- | -------------------------------------------- | -------------------------------------------- | ------ |
| в том числе:                                 | Городское население                          | 42 140                                       | Процент городского населения, %              | 67,23  |
|                                              | Сельское население                           | 20 544                                       | Процент сельского населения, %               | 32,77  |
|                                              | Мужское население                            | 31 890                                       | Процент мужского населения, %                | 50,87  |
|                                              | Женское население                            | 30 794                                       | Процент женского населения, %                | 49,13  |
| Плотность населения, чел/км²                 | Плотность населения, чел/км²                 | Плотность населения, чел/км²                 | Плотность населения, чел/км²                 | 2,94   |
| Население микрорегиона в % к населению штата | Население микрорегиона в % к населению штата | Население микрорегиона в % к населению штата | Население микрорегиона в % к населению штата | 1,04   |

## Статистика
- Валовой внутренний продукт на 2003 год составляет 352 492 960,00 реалов (данные: Бразильский институт географии и статистики).
- Валовой внутренний продукт на душу населения на 2003 год составляет 6005,82 реалов (данные: Бразильский институт географии и статистики).
- Индекс развития человеческого потенциала на 2000 год составляет 0,682 (данные: Программа развития ООН).

## Состав микрорегиона
В составе микрорегиона включены следующие муниципалитеты:
1. Алту-Параизу-ди-Гояс
2. Кампус-Белус
3. Кавалканти
4. Колинас-ду-Сул
5. Монти-Алегри-ди-Гояс
6. Нова-Рома
7. Сан-Жуан-д’Алианса
8. Терезина-ди-Гояс